# W ciszy
W ciszy (oryg. The Quiet) – amerykański thriller z roku 2005 w reżyserii Jamie Babbit.

## Obsada
- Elisha Cuthbert jako Nina
- Camilla Belle jako Dot
- Edie Falco jako Olivia Deer
- Martin Donovan jako Paul Deer
- Shawn Ashmore jako Connor
- David Gallagher jako Brian
- Ken Thomas jako Oficer Jim
- Shannon Woodward jako Fiona
- Katy Mixon jako Michelle
- Nick Porter jako Student